# Bourg-Sainte-Marie

Bourg-Sainte-Marie este o comună în departamentul Haute-Marne din nord-estul Franței. În 2009 avea o populație de 94 de locuitori.

## Evoluția populației
| An        | 1975 | 1982 | 1990 | 1999 | 2006 | 2009 |
| --------- | ---- | ---- | ---- | ---- | ---- | ---- |
| Populație | 147  | 125  | 117  | 110  | 92   | 94   |